# 三春馬車鉄道
三春馬車鉄道（みはるばしゃてつどう）は、かつて福島県郡山市と三春町を結んでいた馬車鉄道路線である。

## 路線データ
- 路線距離：郡山 - 三春間13.2km
- 軌間：762mm

## 概要
1887年（明治20年）7月日本鉄道により郡山まで鉄道が開通すると三春町では郡山 - 三春の物資輸送の手段として馬車鉄道の敷設が考えられた。そして1891年（明治24年）5月26日三春馬車鉄道株式会社発起人川又恒三郎ほか5名に対し福島県田村郡三春町より安積郡郡山町に至る馬車鉄道を敷設し、運輸業の営業をすることの特許が下付され12月に開通した。所要時間は三春 - 郡山間が80分、郡山 - 三春間100分を要した。明治27年度の事業報告書によれば営業好況で貨車、馬匹を増加したとしており利益を上げていた。また明治40年代には輸送人員も5万人台を突破していた。貨物をみると三春町へ移入したものは米、雑穀、鮮干魚の順で多く、移出したものは木材、石材、煙草等であった。
1914年（大正3年）7月に平郡西線が郡山-三春間が開通することになり馬車鉄道は鉄道開通当日より運転回数を増加し運賃30銭から21銭に値下げするなど対抗措置をとったが利用者が激減し廃止された。不要になった車両、資材はちょうど開業準備をしていた県内の磐城海岸軌道に売却した。そして社長の内藤傳之助は磐城海岸軌道の取締役に就任している
現在、郡山市の会社役員、歴史研究家の橋本捨五郎が復元した客車が郡山市歴史資料館に、また、同氏が寄贈した三春馬車鉄道会社の碑が三春町内に残る。

## 沿革
- 1891年（明治24年）5月26日：軌道特許[5]
- 1891年（明治24年）12月20日：開業[6]。
- 1914年（大正3年）10月16日：廃止[7][8]。

## 輸送・収支実績
| 年度 | 輸送人員（人） | 貨物量（トン） | 営業収入（円） | 営業費（円） | 営業益金（円） | その他益金（円） | 客車 | 貨車 | 馬匹 |
| ---- | -------------- | -------------- | -------------- | ------------ | -------------- | ---------------- | ---- | ---- | ---- |
| 1908 | 53,146         | 3,861          | 16,532         | 14,770       | 1,762          | 605              | 9    | 20   | 26   |
| 1909 | 52,853         | 5,840          | 16,315         | 14,163       | 2,152          | 610              | 9    | 20   | 25   |
| 1910 | 53,345         | 4,765          | 16,867         | 14,910       | 1,957          | 利子251          | 9    | 20   |      |
| 1911 | 51,098         | 4,255          | 21,162         | 23,431       | ▲ 2,269        | 利子231          | 6    | 15   |      |
| 1912 | 70,965         | 4,370          | 23,607         | 19,776       | 3,831          | 利子159          | 10   | 15   |      |
| 1913 | 67,274         | 3,627          | 22,771         | 20,391       | 2,380          | 利子229          | 11   | 15   |      |
| 1914 | 21,855         | 1,880          | 6,766          | 7,912        | ▲ 1,146        | 利子110          |      |      |      |

- 鉄道院年報各年度版

## 駅一覧
郡山 - 小泉交換所 - 山田交換所 - 三春
客が手をあげると何処でも止まり、乗り降りができたという

## 接続路線
路線名等は廃止時点
- 郡山駅：東北本線・岩越線・平郡西線